# Oberhumer
Der Familienname Oberhumer (auch Oberhuemer) oder auch Oberhummer kommt aus dem alpenländischen Raum. 

## Herkunft des Namens
Oberhuebmer nannte man Großbauern, die als Grundbesitz das Ackerland einer Hube (schwäb. huebm) besaßen. In Süddeutschland und insbesondere in Österreich des 15. Jahrhunderts bedeutete die Huebm, ein durch das alpine Gelände bedingtes, größeres Gehöft mit ausreichenden Agrarflächen. 
Daraus entwickelte sich der Nachname Oberhumer.

## Bekannte Namensträger
- Eugen Oberhummer (1859–1944), deutsch-österreichischer Geograph
- Heinz Oberhummer (1941–2015), österreichischer Astrophysiker
- Klaus Oberhumer (* 1962), österreichischer Unternehmer, Faustballnationalspieler
- Wilfrid Oberhummer (1900–1982), österreichischer Chemiker